# قره-آلما (شهرستان سوزک)
قره-آلما (به لاتین: Kara-Alma) یک منطقهٔ مسکونی در قرقیزستان است که در استان جلال‌آباد واقع شده‌است. قره-آلما ۲٬۲۷۴ نفر جمعیت دارد.